# Podmorsko arheološko nalazište kod Baške Vode
Podmorsko arheološko nalazište u podmorju kod Baške Vode nalazi se u samoj luci Baške Vode, između starog pristana za pristajanje i istočnog lukobrana. 

## Opis
Tijekom kolovoza 2002. godine, na dubini od 4-5 metara, pronađeni su ulomci antičkih amfora i drugog keramičkog materijala. Arheološki nalazi datiraju se u razdoblje od 2. do 6. Stoljeća. Najveća koncentracija arheoloških ostataka nalazi se na području od oko 20 m2. tijekom rujna 2002. godine pronađena su još četiri prapovijesna kamena, dužine 20 cm, a primijećeni su i ostatci drvene konstrukcije za sada nepoznate namjene. Radi se o dvije usporedne grede dužine 150 i 340 dm, a širine 40 cm. Na udaljenosti od oko 50 metara sjeverozapadno nalaze se ostaci starovjekovnog naselja na položaju zvanom Gradina, pa je vjerojatno da se u slučaju predmetnog podmorskog arheološkog nalazišta radi o položaju pripadajuće mu luke. Iz gore navedenog proizlazi da je podmorsko arheološko nalazište u Baškoj Vodi jedna od rijetkih luka na južnom Jadranu s kontinuitetom korištenja od prapovijesti do kasne antike.

## Zaštita
Pod oznakom Z-6501 zavedeno je kao nepokretno kulturno dobro - pojedinačno, pravna statusa zaštićena kulturnog dobra, klasificirano kao "arheološka baština".